# Závod vojenských hlídek na Zimních olympijských hrách 1948
Závod vojenských hlídek na 4. zimní olympiádě ve Svatém Mořici byl jako ukázkový sport. Následně byl nahrazen biatlonem, který debutoval na zimních olympijských hrách 1960. Trať na běh nebyla připravena a byla vytvořena vedoucím švýcarským týmem. Československý účastník Karel Dvořák popsal počasí jako extrémně mírné s teplotami kolem 0 °C ve výchozím bodě horní stanice lanovky (2486 m) na vrcholu Corviglia. Účastníci si nesli vojenské vybavení, 10 kg zátěže a vojenskou pušku. Pouze velitelé hlídky měli pistoli, ale ve střelbě nesoutěžili. Na střelnici se střílelo na tři gumové balóny ve vzdálenosti 150 m. Každý zásah znamenal pro tým odečtení jedné minuty z cílového času.

## Ukázkové soutěže

### Muži
| Disciplína              | 1. místo                                                                                         | Výkon     | 2. místo                                                                       | Výkon     | 3. místo                                                                               | Výkon     |
| ----------------------- | ------------------------------------------------------------------------------------------------ | --------- | ------------------------------------------------------------------------------ | --------- | -------------------------------------------------------------------------------------- | --------- |
| závod vojenských hlídek | Švýcarsko (SUI) · Robert Zurbriggen · Heinrich Zurbriggen · Vital Vouardoux · Arnold Andenmatten | 2:34:25,0 | Finsko (FIN) · Eero Naapuri · Vilho Ylönen · Mikko Meriläinen · Tauno Honkanen | 2:37:23,0 | Švédsko (SWE) · Edor Hjukström · Holger Borgh · Karl Gustav Ljungquist · Fride Larsson | 2:41:03,0 |